# Wild Beasts - Belve feroci
Wild Beasts - Belve feroci è un film del 1984, diretto da Franco Prosperi.

## Trama
Lo zoo comunale di una tranquilla cittadina tedesca viene sconvolto dalla follia improvvisa degli animali ospiti, che una volta liberatisi dalle loro gabbie, si riversano sulle strade della città attaccando gli sventurati che hanno la sfortuna di incontrarli e causando gravi danni.
Il veterinario dello zoo, Rupert Berner, il suo amico ispettore Nat Braun e la bella biologa Laura Schwarz cercano di scoprire in fretta la causa di tutto questo per fermare le bestie impazzite: ma ben presto si scopre che non solo gli animali sono stati contagiati dalla follia omicida.
Alla fine notiamo che gli animali non sono i soli contaminati, ma anche i bambini sono contaminati dall'acqua della fontana e diventano a loro volta incontrollabili.

## Distribuzione
Il film è stato presentato in anteprima in varie sale italiane il 15 febbraio 1984, 5 giorni dopo. È uscito negli Stati Uniti dal 20 febbraio.
Il film è stato presentato per la prima volta su Italia 1 nel 1985 e successivamente è andato in onda, sempre su Italia 1, dalla metà degli anni '90.